# Badminton Open Saarbrücken 1987
Die Bitburger Open 1987 (offiziell 1. Internationales Jubiläumsturnier Bischmisheim-Saarbrücken) im Badminton fanden vom 13. bis zum 14. Juni 1987 in Saarbrücken aus Anlass des 100. Geburtstags des TV Bischmisheim statt. 155 Teilnehmer standen auf zwölf Feldern in zwei Sporthallen im Wettbewerb. Es war die erste Auflage des Turniers.

## Austragungsort
- Sporthallen in Brebach und Eschringen

## Sieger
| Disziplin    | Sieger                             |
| ------------ | ---------------------------------- |
| Herreneinzel | Volker Eiber                       |
| Dameneinzel  | Katrin Schmidt                     |
| Herrendoppel | Volker Eiber Bernd Schwitzgebel    |
| Damendoppel  | Katrin Schmidt Andrea Schmid       |
| Mixed        | Stefan Maus Sigrid Bleymehl-Schley |